# Città di Caltanissetta
O Challenger Città di Caltanissetta é uma competição de tênis masculino, realizado desde 1999, em piso de saibro, válido pelo ATP Challenger Tour, em Caltanissetta, Itália.

## Edições

### Simples
| Ano  | Campeão               | Vice-Campeão      | Placar        |
| ---- | --------------------- | ----------------- | ------------- |
| 2013 | Dušan Lajović         | Robin Haase       | 7–6(7–4), 6–3 |
| 2012 | Tommy Robredo         | Gastão Elias      | 6–3, 6–2      |
| 2011 | Andreas Haider-Maurer | Matteo Viola      | 6–1, 7–6(1)   |
| 2010 | Robin Haase           | Matteo Trevisan   | 7–5, 6–3      |
| 2009 | Jesse Huta Galung     | Thiemo de Bakker  | 6–2, 6–3      |
| 2008 | Gianluca Naso         | Enrico Burzi      | 6–4, 6–2      |
| 2007 | Giancarlo Petrazzuolo | Flavio Cipolla    | 6–3, 6–4      |
| 2006 | Werner Eschauer       | Victor Crivoi     | 6–3, 2–6, 6–2 |
| 2005 | Stefano Galvani       | Pablo Andújar     | 6–3, 6–0      |
| 2004 | Éric Prodon           | Nick van der Meer | 7–5, 7–5      |
| 2003 | Daniel Köllerer       | Oliver Marach     | 6–4, 4–6, 6–3 |
| 2002 | Stefan Wauters        | Matteo Colla      | 7–5, 6–4      |
| 2001 | Hermes Gamonal        | Elia Grossi       | 6–0, 3–0 ret. |
| 2000 | Diego Álvarez         | Matteo Colla      | 1–6, 6–1, 6–4 |
| 1999 | Alexander Peya        | Fabio Maggi       | 7–5, 7–5      |

### Duplas
| Ano  | Campeões                                    | Vice-Campeões                        | Placar                |
| ---- | ------------------------------------------- | ------------------------------------ | --------------------- |
| 2013 | Dominik Meffert Philipp Oswald              | Alessandro Giannessi Potito Starace  | 6–2, 6–3              |
| 2012 | Marcel Felder Antonio Veić                  | Daniel Gimeno-Traver Iván Navarro    | 5–7, 7–6(7–5), [10–6] |
| 2011 | Daniele Bracciali Simone Vagnozzi           | Daniele Giorgini Adrian Ungur        | 3–6, 7–6(2), [10–7]   |
| 2010 | David Marrero Santiago Ventura              | Uladzimir Ignatik Martin Kližan      | 7–6(3), 6–4           |
| 2009 | Juan Pablo Brzezicki David Marrero          | Daniele Bracciali Simone Vagnozzi    | 7–6(5), 6–3           |
| 2008 | Juan-Martín Aranguren Juan-Francisco Spina  | Nikola Ćirić Miljan Zekić            | W.O                   |
| 2007 | Dušan Karol Filip Zeman                     | Alejandro Fabbri Juan-Pablo Villar   | 7–6(7), 2–6, 6–2      |
| 2006 | Enrico Burzi Massimo Ocera                  | Jeroen Masson Gabriel Trujillo-Soler | 7–6(8), 6–2           |
| 2005 | Konstantinos Economidis Alexander Japukovic | Pablo Andújar Matteo Volante         | 6–2, 3–6, 7–6(4)      |
| 2004 | Stephane Huet Éric Prodon                   | Daniele Giorgini Manuel Jorquera     | 7–5, 6–2              |
| 2003 | Flavio Cipolla Jaroslav Pospíšil            | Manuel Jorquera Alessandro Motti     | 6–4, 6–1              |
| 2002 | Dominique Coene Mike Scheidweiler           | László Fonó Gergely Kisgyörgy        | 2–6, 6–4, 7–6(5)      |
| 2001 | Federico Cardinali Manuel Jorquera          | Omar Camporese Potito Starace        | 6–4, 6–4              |
| 2000 | Igor Kunitsyn Uros Vico                     | Laszlo Fono Ezequiel Vélez-Ortiz     | 6–2, 6–4              |
| 1999 | Tapio Nurminen Steven Randjelovic           | Konstantin Gruber Alexander Peya     | 6–4, 6–0              |